# John Stidworthy
John Stidworthy, FZS, (* 12. Februar 1943 in London, England) ist ein britischer Sachbuchautor. Seine Werke über Wildtiere, Pflanzen, Dinosaurier und andere prähistorische Tiere, Fossilien, Urmenschen, Erdbeben und Vulkane richten sich zumeist an Kinder und Jugendliche aber auch an Erwachsene.

## Leben
Stidworthy ist der Sohn von Leonard und Gladys Stidworthy, geborene Moughton. Sein Vater war ein lokaler Regierungsbeamter. 1964 erwarb Stidworthy den Bachelor of Arts am Pembroke College der University of Cambridge. Von 1964 bis 1973 veranstaltete er als Dozent der Zoological Society of London zoopädagogische Führungen für Schüler und Studenten im London Zoo und im Whipsnade Zoo. Im Januar 1966 heiratete er die Informatikerin Susan Elizabeth Cowell. Aus dieser Ehe gingen zwei Söhne hervor. Von 1973 bis 1978 war Stidworthy Dozent und von 1978 bis 1983 arbeitete er in der Abteilung für Ausstellungsentwicklung des Natural History Museum in London. Seit 1983 ist er als freiberuflicher Autor tätig.
Stidworthy ist Ratgeber, Rezensent und Autor verschiedener Bücher und Zeitschriften. Daneben verfasste er Beiträge für diverse Lexika, darunter The Great Illustrated Dictionary (1983), The Reader’s Digest Book of Facts (1984), Pocket Encyclopedia (1987) und Twentieth Century Encyclopedia (1988). Von 1964 bis 1973 war er Herausgeber und Autor der Zeitschrift Zoo Magazine. Von 1977 bis 1980 war er Herausgeber, Übersetzer und Autor der Safari Cards, die beim Verlag Edito-Service SA in Genf veröffentlicht wurden. 1986 war er Herausgeber und Übersetzer der Reihe Longman Nature Guides. Im selben Jahr gab er die Reihe A Year in the Life heraus, die Bände über den Dachs, die Eule, den Elefanten, den Tiger, den Wal und den Schimpansen enthält. 
Stidworthy ist Mitglied der Zoological Society of London.

## Schriften (Auswahl)
- mit Gavin Maxwell, Dougal MacDougal: Seals of the World. Constable, 1967.
- Snakes of the World. Illustrationen von Dougal MacDougal. Hamlyn, 1969, 2. überarbeitete Auflage, Putnam, 1975.
- Reptiles and Amphibians. Macdonald Educational, 1980.
- Black-Headed Gull. Illustrationen von John Thompson-Steinkrauss. Heinemann, 1981.
- Prehistoric Life. Macdonald Educational, 1981 (unter dem Pseudonym John Howard).
- Birds: Spotting and Studying. Illustrationen von Alan Harris. Macdonald, 1983.
- Birds., Newnes, 1985.
- Life Begins. Illustrationen von Chris Forsey. Silver Burdett, 1986.
- The Day of the Dinosaurs. Illustrationen von Chris Forsey. Silver Burdett, 1986.
- Mighty Mammals of the Past. Illustrationen von Chris Forsey. Macdonald, 1986.
- A Year In The Life: Tiger. Illustrationen von Priscilla Barrett. Macdonald, 1987.
- A Year In The Life: Badger. Illustrationen von Priscilla Barrett. Macdonald, 1987.
- When Humans Began. Illustrationen von Chris Forsey. Silver Burdett, 1986 (veröffentlicht in England als The Human Ape, Macdonald, 1986).
- Mammals: The Large Plant-Eaters. Facts on File, 1988.
- mit Christopher O’Toole: Mammals: The Hunters. Facts on File, 1988.
- Fossils. Templar, 1989.
- Insects. F. Watts, 1989.
- Plants and Seeds. F. Watts, 1989.
- Ponds and Streams. Jugendbuch. Illustrationen von Mick Loates. Troll Associates, 1990.
- Simple Animals. Facts on File, 1990.
- Tell Me About: Flowers, Trees & Other Plants. Kingfisher, 1991.
- Be an expert – Naturalist. Gloucester Press 1991.
- Animal Behaviour – Hibernation. Gloucester Press 1991.
- Animal Behaviour. Prentice Hall, 1992.
- Be an expert – Environmentalist. Gloucester Press, 1992.
- mit Robin Kerrod: Philip’s Wildlife Atlas. George Philip 1992.
- The World of Dinosaurs – 101 Questions & Answers. Hamlyn 1993.
- Land Predators. Wayland,  1995.
- Earthquakes and Volcanoes., Dragon’s World 1996.
- Creepy Crawlies. Parragon, 2000.
- Life on Earth: In the Sea. Facts on File, 2004.
- Life on Earth: On the Land. Facts on File, 2004.
- Life on Earth: In the Air. Facts on File, 2004.
- Life on Earth: The First Humans. Facts on File, 2004.
- Queen Alexandra’s Birdwing: The World’s Largest Butterfly. Bearport Pub Co., 2007.